# ۱۲ ذی‌القعده
۱۲ ذیقعده، دوازدهمین روز از ماه ذیقعده در تقویم هجری قمری است.
در تقویم هجری قمری قراردادی این روز سیصد و هفتمین روز سال است.

## زادگان
- فیلسوف کبیر و فقیه بزرگ آیت اللَّه «محمدتقی آملی» (۱۳۰۴ ق)

## درگذشتگان
- شاعر ایرانی «ادیب نیشابوری» (۱۳۴۴ ق)
- قطب‌الدین رازی، فیلسوف و عالم بزرگ مسلمان (۷۷۶ق)
- ۳۴۵ (قمری) ابوعمر زاهد در بغداد.
- ۱۳۶۲ - ابراهیم منذر، نویسنده، ادیب و زبان‌شناس لبنانی.